# 偏誤盲點
偏誤盲點是一種認知偏誤，是指人們认识到偏誤會对他人的判断產生影响，而没有注意到偏誤对自己的判断也會有影响。这个概念是由普林斯顿大学心理学系的社会心理学家Emily Pronin与其同事Daniel Lin和Lee Ross所提出。大多数人似乎都有偏誤盲點。在对600多名美国居民的抽样调查中，超过85%的人认为他们的偏誤比普通美国人少。只有一个参与者认为他比普通的美国人更有偏誤。
偏誤盲點与实际决策能力无关。儘管人們的实际决策能力千差萬別，但大多数人似乎都认为別人的偏誤比自己來得更多。